# Wanty-Nippo-Re Uz
Das Team Wanty-Nippo-Re Uz ist ein belgisches Radsportteam mit Sitz in Tournai.

## Organisation und Geschichte
Das Team wurde zur Saison 2023 als offizielles Nachwuchsteam des UCI WorldTeams Intermarché-Wanty ins Leben gerufen und ist als UCI Continental Team lizenziert. Nach der Ardent Group, die 2023 mit Circus auch Hauptsponsor des WorldTeams war, ist das Bauunternehmen Wanty seit 2024 auch Titelsponsor des Development-Teams. Der Hersteller von wiederverwendbaren Geschirr Re-Uz und Technord, eine Industriegruppe mit Spezialisierung auf die Integration von industriellen Elektrizitätsprojekten, sind die weiteren Hauptsponsoren des Teams.
Den ersten Sieg für das Team erzielte Laurenz Rex aus dem WorldTeam, der beim Dorpenomloop Rucphen 2023 für das Development Team eingesetzt wurde. Mit insgesamt zehn Saisonerfolgen war das Team auf Anhieb eines der erfolgreichsten Continental Teams der Saison 2023, drei Fahrer schafften den Sprung in ein WorldTeam oder ProTeam.

## Saison 2025
Mannschaft
| Teamkader 2025          | Teamkader 2025   | Teamkader 2025 | Teamkader 2025                    |
| Name                    | Geburtsdatum     | Land           | Vorheriges Team                   |
| ----------------------- | ---------------- | -------------- | --------------------------------- |
| Elmar Abma              | 26. April 2004   | Niederlande    | VolkerWessels Cycling Team (2024) |
| Nicolas Aernouts        | 12. Februar 2006 | Belgien        |                                   |
| Gilles Dockx            | 7. März 2005     | Belgien        |                                   |
| Halvor Dolven           | 13. April 2004   | Norwegen       | Uno-X Mobility Development (2024) |
| Kazuma Fujimura         | 30. August 2005  | Japan          |                                   |
| Wout Geerinckx          | 2. November 2003 | Belgien        |                                   |
| Mewael Girmay           | 15. April 2005   | Eritrea        |                                   |
| William Graff           | 6. November 2005 | Belgien        |                                   |
| Simone Gualdi           | 16. April 2005   | Italien        |                                   |
| Victor Hannes           | 30. Januar 2004  | Belgien        |                                   |
| Shunsuke Imamura        | 14. Februar 1998 | Japan          | Bridgestone (2024)                |
| Zeno Moonen             | 3. Juli 2003     | Belgien        |                                   |
| Tobias Müller           | 31. März 2004    | Deutschland    | Rad-Net Oßwald (2024)             |
| Maxence Place           | 18. Januar 2004  | Belgien        | Hagens Berman Jayco (2024)        |
| Masao Shimazaki         | 27. Oktober 2005 | Japan          |                                   |
| Keije Solen             | 27. März 2006    | Niederlande    |                                   |
| Wouter Toussaint        | 23. März 2004    | Niederlande    | TDT-Unibet (2023)                 |
| Axel Van den Broek      | 3. Mai 2006      | Belgien        |                                   |
| Felix Ørn-Kristoff      | 15. März 2006    | Norwegen       | Avia-Rudyco (2024)                |
|                         |                  |                |                                   |
| Quelle: ProCyclingStats |                  |                |                                   |

Erfolge
| Siege | Siege  | Siege | Siege  | Siege  | Siege |
| Datum | Rennen | Staat | Klasse | Sieger |       |
| ----- | ------ | ----- | ------ | ------ | ----- |

## Bisherige Saisonerfolge
| Rennserie                 | 2023 | 2024 |
| ------------------------- | ---- | ---- |
| UCI ProSeries             | -    | -    |
| UCI Continental Circuits  | 7    | 2    |
| nationale Meisterschaften | 3    | 1    |

## Platzierungen in der UCI-Weltrangliste
| World Ranking | World Ranking | World Ranking             | World Ranking |
| Jahr          | Teamwertung   | Einzelwertung             |               |
| ------------- | ------------- | ------------------------- | ------------- |
| 2023          | 46.           | Francesco Busatto (254. ) |               |
| 2024          | 61.           | Huub Artz (346. )         |               |
|               |               |                           |               |
| Quelle: UCI   |               |                           |               |